# Raión de Mtsensk
El raión de Mtsensk (ruso: Мце́нский райо́н) es un distrito administrativo y municipal (raión) ruso perteneciente a la óblast de Oriol. Se ubica en el norte de la óblast. Su sede administrativa se ubica en la ciudad de Mtsensk, que está constituida como un ókrug urbano separado y no forma parte del raión, pese a enclavarse geográficamente en el centro del mismo.
En 2023, el raión tenía una población de 16 795 habitantes.
El raión es limítrofe al norte con la óblast de Tula.

## Subdivisiones
Comprende 262 localidades rurales, agrupadas en los siguientes catorce asentamientos rurales:
- Vérjneye Aliábyevo
- Anikánovo
- Bashkátovo
- Pervi Voin
- Vysókoye
- Karandakovo (con capital en Frolovka)
- Otrádinskoye
- Podberiózovo
- Podmókroye (con capital en Novovolkovski)
- Protásovo
- Spáskoye-Lutovínovo
- Telchye
- Chájino (con capital en Podbelevets)
- Cheremoshny